# 카시잎코박쥐
카시잎코박쥐(Hipposideros khasiana)는 잎코박쥐과에 속하는 박쥐의 일종이다. 인도의 토착종이다.

## 특징
중간 크기의 박쥐로 전완장은 수컷이 62.77±1.16mm이고 암컷이 64.18±1.57 mm이다. 몸무게는 수컷이 17.04±1.95g이고 암컷이 20.40±3.08g이다.

## 생태
먹이는 곤충이다.

## 분포 및 서식지
인도 동부 지역의 메갈라야 주에서만 발견된다.